# Team Flanders-Baloise/2023
Deze pagina geeft een overzicht van de Team Flanders-Baloise-wielerploeg in 2023.

## Algemene gegevens
Sponsors: Sport Vlaanderen, Baloise
Teammanager: Christophe Sercu
Ploegleiders: Hans De Clercq, Andy Missoten, Kenny De Ketele, Luc Colyn, Walter Planckaert
Fietsmerk: Eddy Merckx
Kleding: Vermarc

## Renners
| Naam                | Geboortedatum | Nationaliteit | Ploeg 2022                             |
| ------------------- | ------------- | ------------- | -------------------------------------- |
| Ruben Apers         | 25-08-1998    | België        |                                        |
| Jenno Berckmoes     | 04-02-2001    | België        |                                        |
| Kamiel Bonneu       | 01-08-1999    | België        |                                        |
| Vito Braet          | 02-11-2000    | België        |                                        |
| Arno Claeys         | 20-04-2000    | België        | Team Elevate p/b Home Solution Soenens |
| Toon Clynhens       | 09-02-2001    | België        | Team Elevate p/b Home Solution Soenens |
| Alex Colman         | 22-06-1998    | België        |                                        |
| Sander De Pestel    | 11-10-1998    | België        |                                        |
| Lindsay De Vylder   | 30-05-1995    | België        |                                        |
| Gilles De Wilde     | 12-10-1999    | België        |                                        |
| Tuur Dens           | 26-06-2000    | België        |                                        |
| Milan Fretin        | 19-03-2001    | België        |                                        |
| Vince Gerits        | 26-09-1997    | België        | -                                      |
| Jules Hesters       | 11-11-1998    | België        |                                        |
| Elias Maris         | 05-10-1999    | België        | Leopard Pro Cycling                    |
| Vincent Van Hemelen | 02-11-2000    | België        | Lotto-Soudal U23                       |
| Aaron Van Poucke    | 04-04-1998    | België        |                                        |
| Noah Vandenbranden  | 29-07-2002    | België        | Lotto-Soudal U23                       |
| Ward Vanhoof        | 18-04-1999    | België        |                                        |
| Aaron Verwilst      | 02-05-1997    | België        |                                        |

### Vertrokken
| Naam             | Geboortedatum | Nationaliteit | Ploeg 2023                |
| ---------------- | ------------- | ------------- | ------------------------- |
| Robbe Ghys       | 11-01-1997    | België        | Alpecin-Deceuninck        |
| Rune Herregodts  | 27-07-1998    | België        | Intermarché-Circus-Wanty  |
| Arne Marit       | 21-01-1999    | België        | Intermarché-Circus-Wanty  |
| Julian Mertens   | 06-10-1997    | België        | Bingoal Pauwels Sauces WB |
| Jens Reynders    | 25-05-1998    | België        | Israel-Premier Tech       |
| Kenneth Van Rooy | 08-10-1993    | België        | Bingoal Pauwels Sauces WB |
| Sasha Weemaes    | 09-02-1998    | België        | Human Powered Health      |

## Overwinningen
Ster van Bessèges
Bergklassement: Vito Braet
Vierdaagse van Duinkerke
Bergklassement: Alex Colman
Arctic Race of Norway
Bergklassement: Vincent Van Hemelen
1994 · 1995 · 1996 · 1997 · 1998 · 1999 · 2000 · 2001 · 2002 · 2003 · 2004 · 2005 · 2006 · 2007 · 2008 · 2009 · 2010 · 2011 · 2012 · 2013 · 2014 · 2015 · 2016 · 2017· 2018· 2019 · 2020 · 2021 · 2022 · 2023 · 2024 · 2025
Bingoal Pauwels Sauces WB · Bolton Equities Black Spoke · Burgos-BH · Caja Rural-Seguros RGA · EOLO-Kometa · Equipo Kern Pharma · Euskaltel-Euskadi · Green Project-Bardiani-CSF-Faizanè  · Human Powered Health · Israel-Premier Tech · Lotto-Dstny · Q36.5 Pro Cycling Team · Team Corratec · Team Flanders-Baloise · Team Novo Nordisk · Team TotalEnergies · Tudor Pro Cycling Team · Uno-X Pro Cycling Team